# Percy MacKaye
Percy Wallace MacKaye (New York, 16 marzo 1875 – Cornish, 31 agosto 1956) è stato un drammaturgo, poeta, librettista e saggista statunitense.

## Biografia
Suo padre Steele MacKaye (1842-1894) e sua madre Maria erano entrambi attori; suoi fratelli furono l'ingegnere e filosofo James (1872-1935) e l'ambientalista Benton (1879-1975).
Percy MacKaye studiò ad Harvard. Dopo la laurea (1897) si recò Europa dove trascorse due anni: studiò all'Università di Lipsia e risiedette per brevi periodi di tempo a Roma, a Brunnen (in Svizzera) e a Londra. Ritornò a New York nel 1900 e lavorò dapprima come insegnante in una scuola privata. Esordì nella drammaturgia con The Canterbury pilgrims nel 1903 Dopo il 1904 si unì a una compagnia teatrale e si dedicò a tempo pieno alla letteratura e al teatro. Studioso di folclore, utilizzò la cultura popolare come materiale teatrale, dando grande impulso al folk-drama, e ha insegnato e la poesia e folclore al Rollins College a Winter Park, Florida nel 1920; dal 1930 direttore del periodico Folk-Say. Nel 1914 fu ammesso all'American Academy of Arts and Letters. Dal 1931 ha insegnato alla Miami University, la stessa università nella quale insegnava il fratello James.
Nel 1912 Percy MacKaye pubblicò il saggio The Civic Theatre in Relation to the Redemption of Leisure; A Book of Suggestions nel quale presentò il concetto di «Teatro Civico» che definì come "il risveglio cosciente del popolo che si auto-rappresenta nel tempo libero"; in sintesi, MacKaye chiedeva la partecipazione attiva del pubblico nello spettacolo. Il concetto di «Teatro Civico» ha influenzato Platon Keržencev e il movimento «Proletkult» in Unione Sovietica.

## Opere

### Poesia
- Uriel: And Other Poems, Houghton Mifflin company, 1912
- The Present Hour: A Book of Poems, The Macmillan Company, 1914
- The Sistine Eve: And Other Poems, The Macmillan company, 1915
- The Far Familiar: Fifty New Poems, Richards, 1938.

### Teatro
- The Canterbury Pilgrims, 1903.
- Fenris the Wolf, 1905
- Jeanne D'Arc: A Drama, 1906; READ BOOKS, 2008, ISBN 978-1-4437-7195-5.
- Sappho and Phaon, The Macmillan company, 1907
- The scarecrow: or, The glass of truth; a tragedy of the ludicrous, The Macmillan company, 1908
- Mater: An American Study in Comedy, The Macmillan company, 1908
- Anti-matrimony: A Satirical Comedy, Frederick A. Stokes Co., 1910
- Yankee fantasies: five one-act plays, Duffield & company, 1912
- To-morrow: A Play in Three Acts, Frederick A. Stokes Company, 1912
- A Thousand Years Ago: A Romance of the Orient, Doubleday, 1914
- Sanctuary: A Bird Masque, Frederick A. Stokes company, 1914
- The immigrants: a lyric drama, B. W. Huebsch, 1915
- Caliban by the yellow sands, Doubleday, Page & Company, 1916
- The Evergreen Tree, D. Appleton and company, 1917
- Washington: the man who made us: ballad play, Knopf, 1919
- The Pilgrim and the Book, 1920.
- An arrant knave & other plays, Princeton University Press, 1941.
- The Mystery of Hamlet, King of Denmark, Or. What We Will: A Tetralogy in Prologue to "The Tragicall Historie of Hamlet, Prince of Denmarke", J. Lane, 1952.

### Libretti
- The Canterbury Pilgrims: An Opera, The Macmillan company, 1916 (Musica di Reginald de Koven)
- Rip Van Winkle. A Legend; Folk-opera in Three Acts, G. Schirmer, 1919 (Musica di Reginald de Koven)
- The Immigrants. A Tragedy, 1915
- Sinbad the Sailor. A Fantasy, 1917

### Saggi
- The Playhouse and the Play, New York 1909
- The Civic Theatre, 1912
- A Substitute for War, New York: Macmillan, 1915
- Community Drama. An Interpretation, 1917